# Brachythele media
Brachythele media là một loài nhện trong họ Nemesiidae.
Brachythele media được Kulczyński miêu tả năm 1897.